# Soda Stereo
Soda Stereo egy argentin rockegyüttes volt, amely 1982-ben alapult Buenos Aireszben. Az együttes tagjai voltak Gustavo Cerati, Zeta Bosio basszusgitáros és Charly Alberti dobos. Az együttes pályafutása alatt 7 stúdióalbumot jelentetett meg, amely 1997-ben feloszlott, a Soda Stereo minden idők legjobb eladásokkal rendelkező argentin együttese.

## Történetük
Az együttes debütálására 1984-ban került sor első lemezükkel, Soda Stereo néven. Az albumon levő dalok hangzására a ska, újhullám hatott, amely később poszt punk stílusúvá fejlődött, ami a későbbi lemezekre is jellemző volt. A lemezről a Trátame Suavemente (Finoman bánj velem!) című daluk vált karrierjük első legismertebb dalává.
A második lemezük, a Nada personal (Semmi személyes) 1985-ben jelent meg, a harmadik a Signos 1986-ban, amelyről a Profúgos (Menekültek) és a Persiana americana (Reluxa) dalok lettek a legismertebbek, utóbbi dal az együttes pályafutásának legnépszerűbb dala. A lemez 240 ezer példányban kelt el Argentínában, négyszeres platinalemezt kapott, Peruban és Chilében háromszoros platinalemezt kaptak és Mexikóban egy platinalemezt kapott az együttes. Egyben az együttes első albuma, amely CD-n jelent meg.
1987-ben felléptek Chilében a Viña del Mar-i nemzetközi dalfesztiválon, amelyet számos latin-amerikai országban is élőben közvetítettek. Az együttes elnyerte az Ezüstfáklya-díjat (Antorcha de Plata), amely tovább növelte az együttes ismertségét.
A negyedik lemezük, a Doble Vida 1988-ban jelent meg, amely ismét hatalmas siker lett Latin-Amerika szerte illetve az együttesnek sikerült az Egyesült Államok zenei piacára is belépniük. A lemez dalait New Yorkban vették fel és itt történt a lemez promóciója is. Az album legismertebb dala az En la ciudad de la furia (A fúria városában).
Az 1990-ben megjelent Canción Animal albumuk legismertebb dala a De Música Ligera alternatív rock himnusszá vált Latin-Amerikában. A lemezből Argentínában 500 ezer példányt adtak el, ami miatt gyémántlemez minősítést kaptak, Peruban és Chilében platinalemez és Mexikóban aranylemezt kaptak.
1991-ben a Canción Animal lemezük miatt nagyszabású koncertturnéra indultak, melyben 30 argentín és több latin-amerikai városban is adtak koncertet, ugyanebben az évben decemberben az együttes Buenos Aireszben, a Avenida 9 de Julio sugárúton szabadtéri koncertet adott, amire 250 ezren mentek el.
Az utolsó két albumukon a Dynamón és a Sueño Stereón a zenei stílusukba a shoegaze és az art rock stílust is beletették.
A búcsúkoncertjüket 1997. szeptember 20-án tartották, Estadio Monumentalban Buenos Aireszben, amelyből El Último Concierto A and B címen adtak ki koncertlemezt.

## Diszkográfia

### Studió lemezek
- Soda Stereo (1984)
- Nada personal (1985)
- Signos (1986)
- Doble Vida (1988)
- Canción Animal (1990)
- Dynamo (1992)
- Sueño Stereo (1995)